# Erich Rocholl

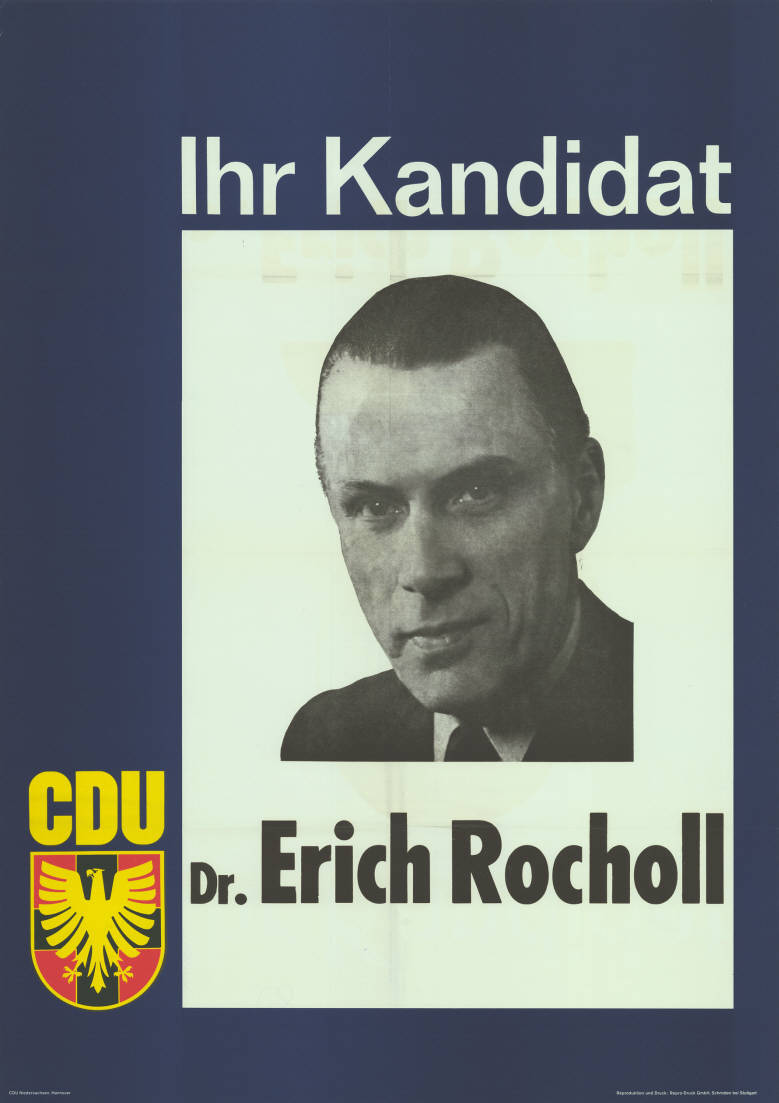
Kandidatenplakat der CDU zur Landtagswahl in Niedersachsen 1963

Erich Rocholl (* 10. Oktober 1901 in Oppeln, Oberschlesien; † 7. Oktober 1978 in Isernhagen) war ein deutscher Verbandsdirektor, Politiker (DP, später CDU) und Mitglied des Niedersächsischen Landtages.

## Leben
Erich Georg Walter Rocholl, Sohn des Oberstleutnant Friedrich Rocholl und dessen Ehefrau Maria geb. Avenarius, erwarb am Dresdner Kreuzgymnasium die Hochschulreife. Danach arbeitete er an der Technischen Hochschule Dresden zunächst als Werkstudent und studierte dann Maschinenbau. Anschließend absolvierte er als Arbeiter ein Praxisjahr in der Maschinenindustrie, bevor er Rechtswissenschaften und Staatswissenschaften in Tübingen, Berlin und in Kiel studierte. Im Jahr 1925 legte er an der Christian-Albrechts-Universität zu Kiel die volkswirtschaftliche Diplomprüfung ab. Danach wurde er Mitglied im Institut für Weltwirtschaft und Seeverkehr und wirkte in einem überfraktionellen Ausschuss zur Untersuchung der Absatz- und Erzeugungsbedingungen der deutschen Wirtschaft als wissenschaftlicher Mitarbeiter mit. Im Jahr 1927 erlangte er in Kiel durch seine Dissertation „Beiträge zur Theorie der Erziehungszölle: Grundlagen und Grenzen der Erziehungszölle mit besonderer Berücksichtigung der Methodologie der Erziehungszolltheorie“ den Grad eines Doktors der Staatswissenschaften.
Ab 1928 betätigte sich Erich Rocholl in Meißen und in Chemnitz als Geschäftsführer in verschiedenen Verbänden, darunter im Einzelhandel-Wirtschaftsverband und für das sächsische Baugewerbe. Daneben unterhielt er ein Büro als Sachverständiger und Wirtschaftstreuhänder. Er wurde im Jahr 1936 in Dresden Hauptgeschäftsführer im Reichsinnungsverband des Baugewerbes, Bezirksstelle Sachsen. Im Zweiten Weltkrieg, im Jahre 1943, übernahm er daneben eine Position als Referatsleiter im Berliner „Hauptausschuss Bau“. Durch Bombenangriffe verlor er mit seiner Familie am 13. Februar 1945 seine Existenz in Dresden.
Nach Kriegsende wurde er im Jahr 1947 in Hannover Hauptgeschäftsführer des  niedersächsischen Landesinnungsverbandes des Baugewerbes, ebenso führte er in der Britischen Besatzungszone die Geschäfte für den Zentralverband des dortigen Baugewerbes. Den niedersächsischen Baugewerbeverband leitete er als Verbandsdirektor bis zu seinem altersbedingten Ausscheiden Ende 1969. Darüber hinaus war er Aufsichtsratsmitglied der Hannoverschen Treuhandgesellschaft für Wohnungsbau „Aufbau“ und Landesarbeitsrichter.
Vom 6. November 1957, als er für Peter Tobaben nachrückte, bis 1967 war Erich Rocholl Mitglied des Niedersächsischen Landtages. Zunächst für die Deutsche Partei gewählt, trat er am 19. März 1962 zur CDU über.

## Ehrungen
Im Oktober 1966 wurde Erich Rocholl das Große Verdienstkreuz des Niedersächsischen Verdienstordens verliehen. Er war auch Träger des Verdienstkreuzes 1. Klasse der Bundesrepublik Deutschland.